# Château de Crax
Le château de Crax, plus rarement appelé Wiebelsberg, est un château fort disparu qui se trouvait autrefois au lieu-dit Crax, sur ce qui est devenu le territoire de la commune d’Andlau, dans le Bas-Rhin.

## Dénomination et situation
Le nom Crax, anciennement orthographié Krax, provient du moyen haut-allemand Krac, Krackes, qui signifie « fissure, crevasse, déchirure ». Ce nom n’apparaît toutefois qu’à partir de 1295, les documents antérieures le nommant Wubelsperg.
Le château est construit sur la colline dite du Crax, au nord d’Andlau et à l’ouest de Mittelbergheim. Il n’est toutefois pas établi au sommet de celle-ci, mais sur une crête s’étendant en contrebas au sud, le site étant dans l’ensemble peu adapté à la défense.

## Histoire
La date de construction du château n’est pas connue, mais elle est antérieure à la mort, au plus tard en 1264, de Eberhard d’Andlau, dont un document de 1282 évoque le siège qu’il en a fait. Ce siège semble avoir été lié à un conflit d’héritage entre les Andlau et leur branche cadette des Bergheim. Le château est reconstruit après ce siège et est partagé entre les deux familles. Il semble toutefois que Cuno de Bergheim abuse cependant de ses droits, étant condamné en 1295 à indemniser les Andlau pour avoir accueilli des bannis au château. Il prend ensuite le parti d’Adolphe de Nassau contre Albrecht de Habsbourg dans le conflit pour la couronne du Saint-Empire. Cette décision scelle le sort du château : entre 1298 et 1299 l’évêque de Strasbourg Conrad de Lichtenberg, partisan d’Albrecht, prend d’assaut le Crax. Après s’en être emparé, il entreprend sa démolition totale, les pierres étant envoyées à Lichtenau pour fortifier la ville. Le château n’est pas reconstruit après cet épisode, Cuno de Bergheim s’engageant même à ne pas le rebâtir sans autorisation de l’évêque.
Dans les siècles qui suivent, le site est utilisé comme carrière par les habitants de Mittelbergheim. Les pierres extraites servent principalement à construire les murs de soutènement des terrasses du vignoble.